# Hermesův mlýn
Hermesův mlýn (též Schwartzův mlýn, německy Hermes Mühle) je zaniklý vodní mlýn na Plazském potoku ve vojenském újezdu Libavá v Oderských vrších (části Nízkého Jeseníku). Je veřejnosti (mimo vyhrazené dny) nepřístupný. Hermesův mlýn patřil k blízké zaniklé vesnici Heřmánky v okrese Olomouc v Olomouckém kraji.

## Další informace
O historii Hermesova mlýna, který patřil k zaniklé vesnici Heřmánky, se toho moc neví. V roce 1767 koupil Carl Schwartz mlýn od svého tchána Georga Clementse. Další zmínky o mlýnu jsou z roku 1789 a 1824. Rychlá devastace mlýna je spojena s odsunem německého obyvatelstva v r. 1946 a následným vznikem vojenského újezdu Libavá.
V místě Hermesova mlýna je dnes rybník, ve kterém lze sledovat činnost bobra evropského.
V okolí Hermesova mlýna (směrem k zaniklým Heřmánkám) stojí vojenská betonová strážní budka s nápisy v azbuce (historický pozůstatek po sovětské přítomnosti na Libavé).

## Galerie

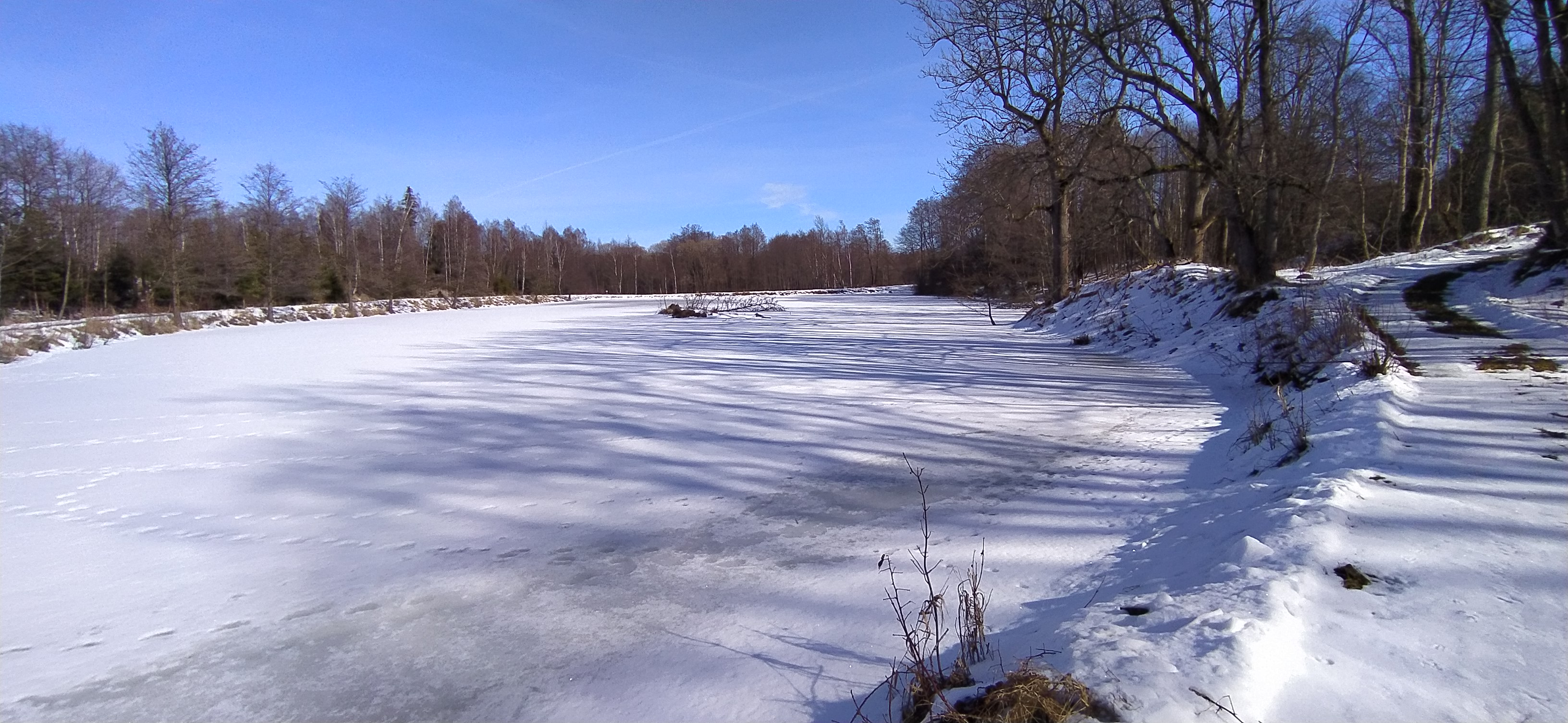
Rybník u bývalého Hermesova mlýna na Plazském potoce
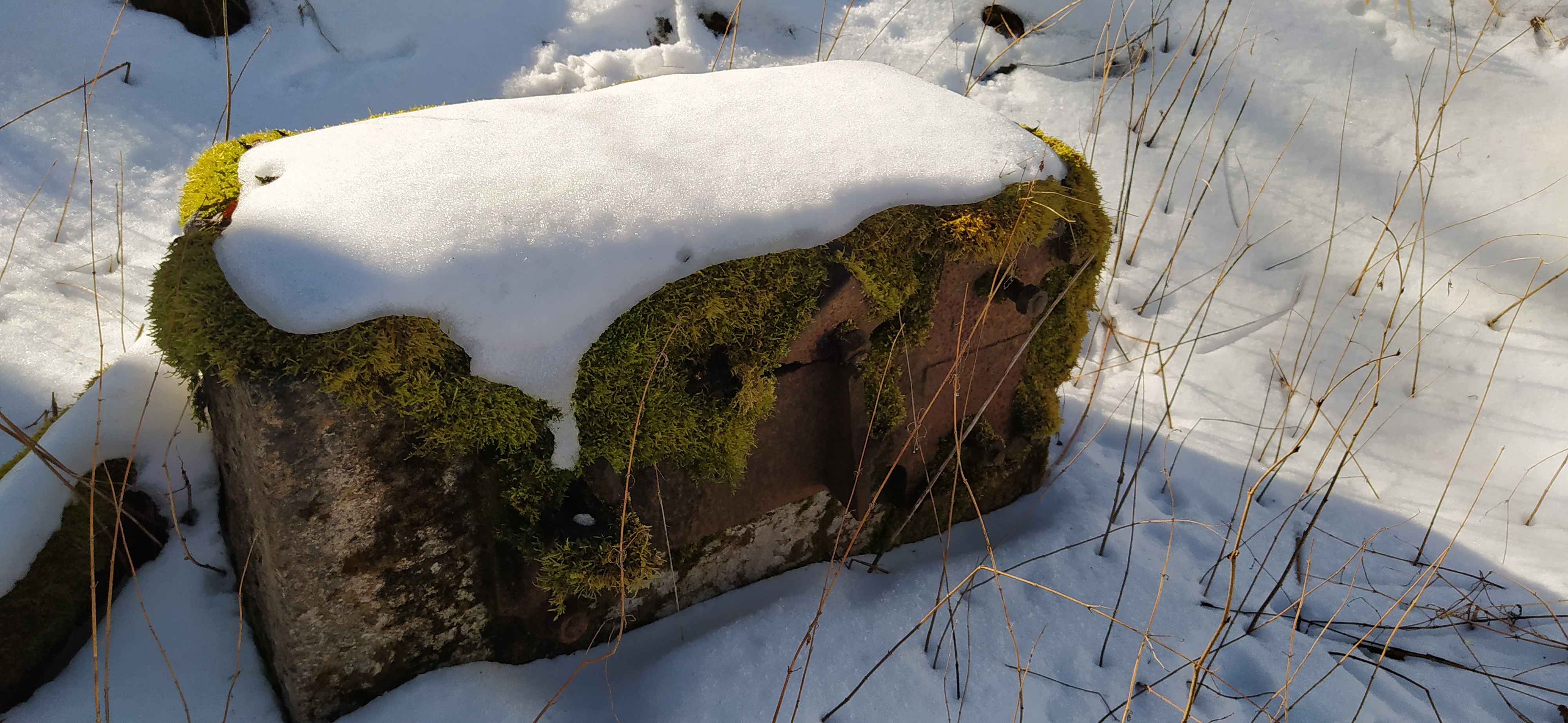
Pozůstatky Hermesova mlýna
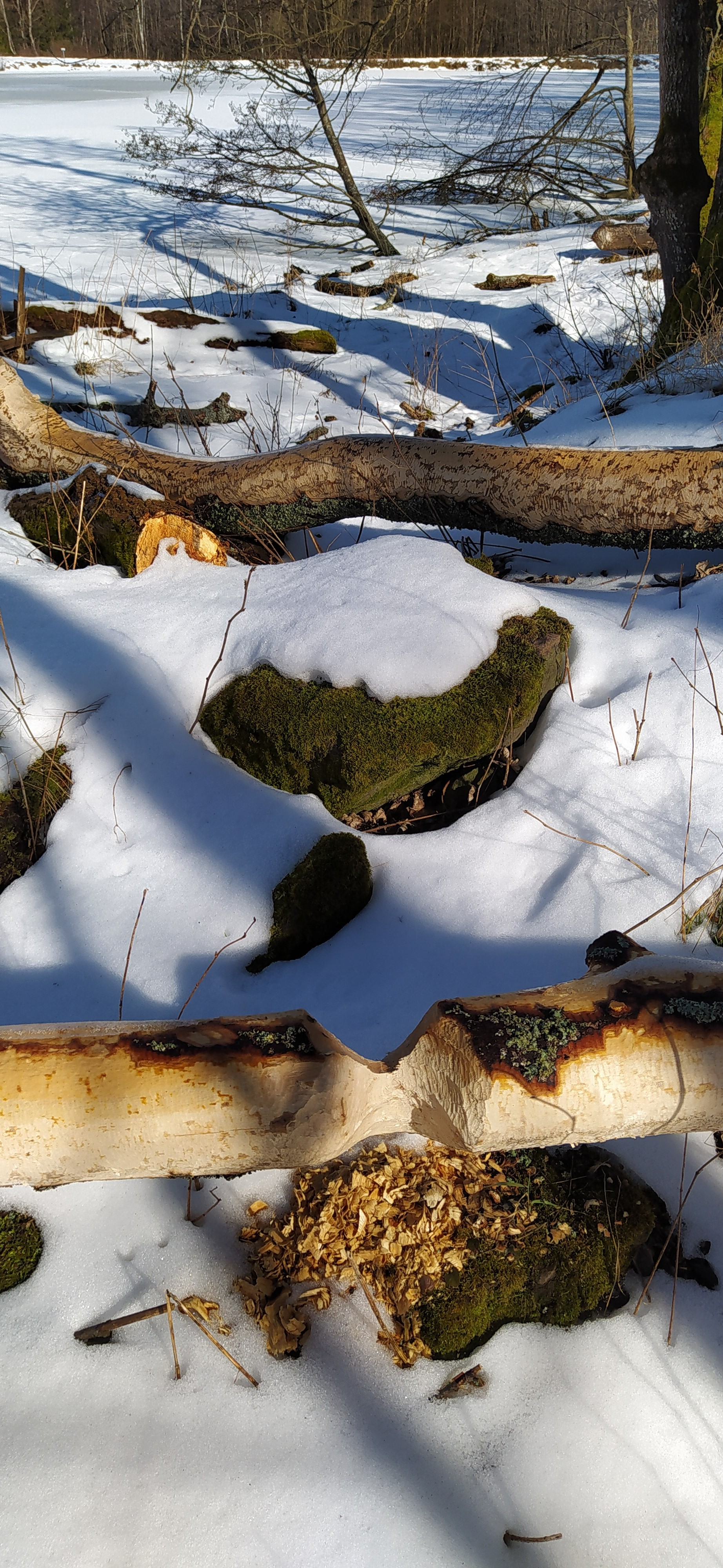
Činnost bobra evropského u Hermesova mlýna
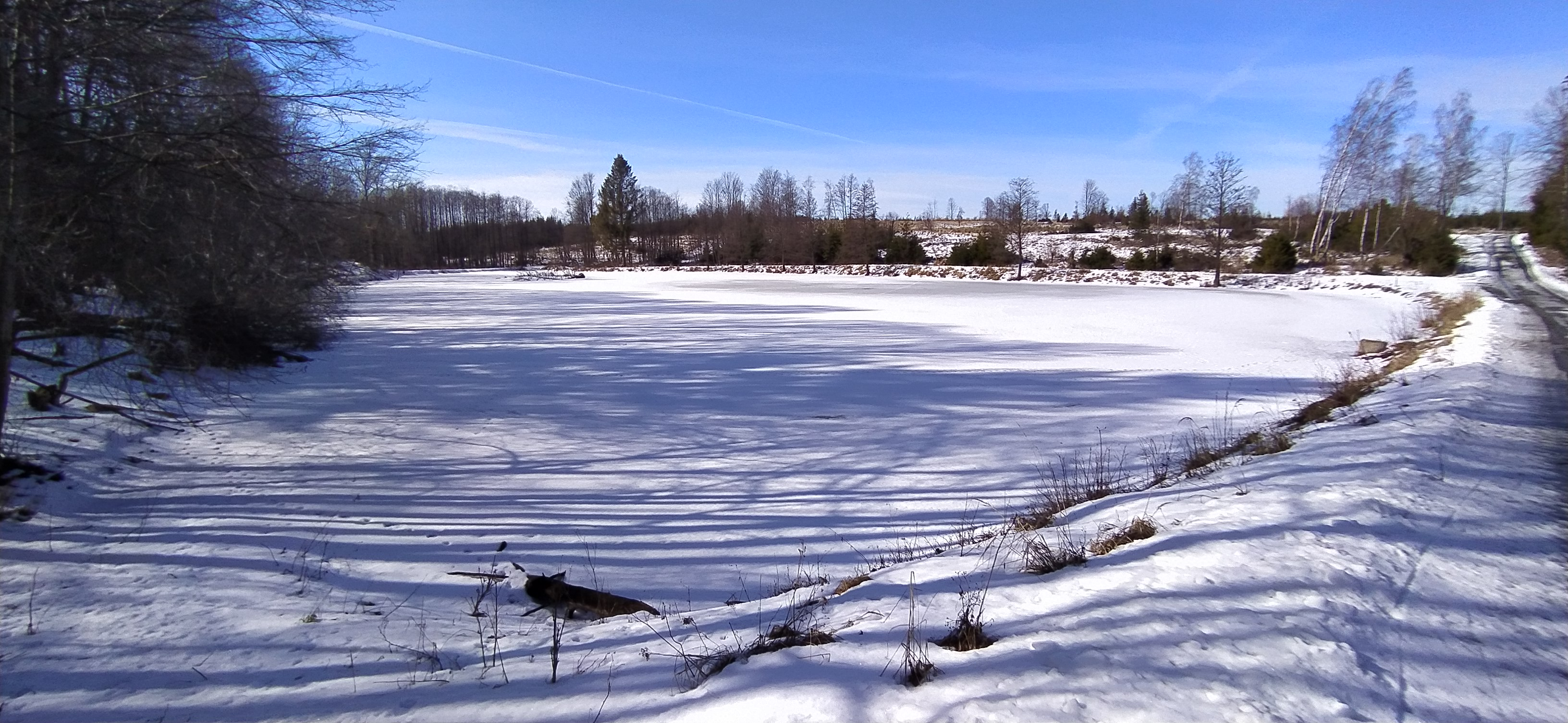
Rybník u bývalého Hermesova mlýna na Plazském potoce
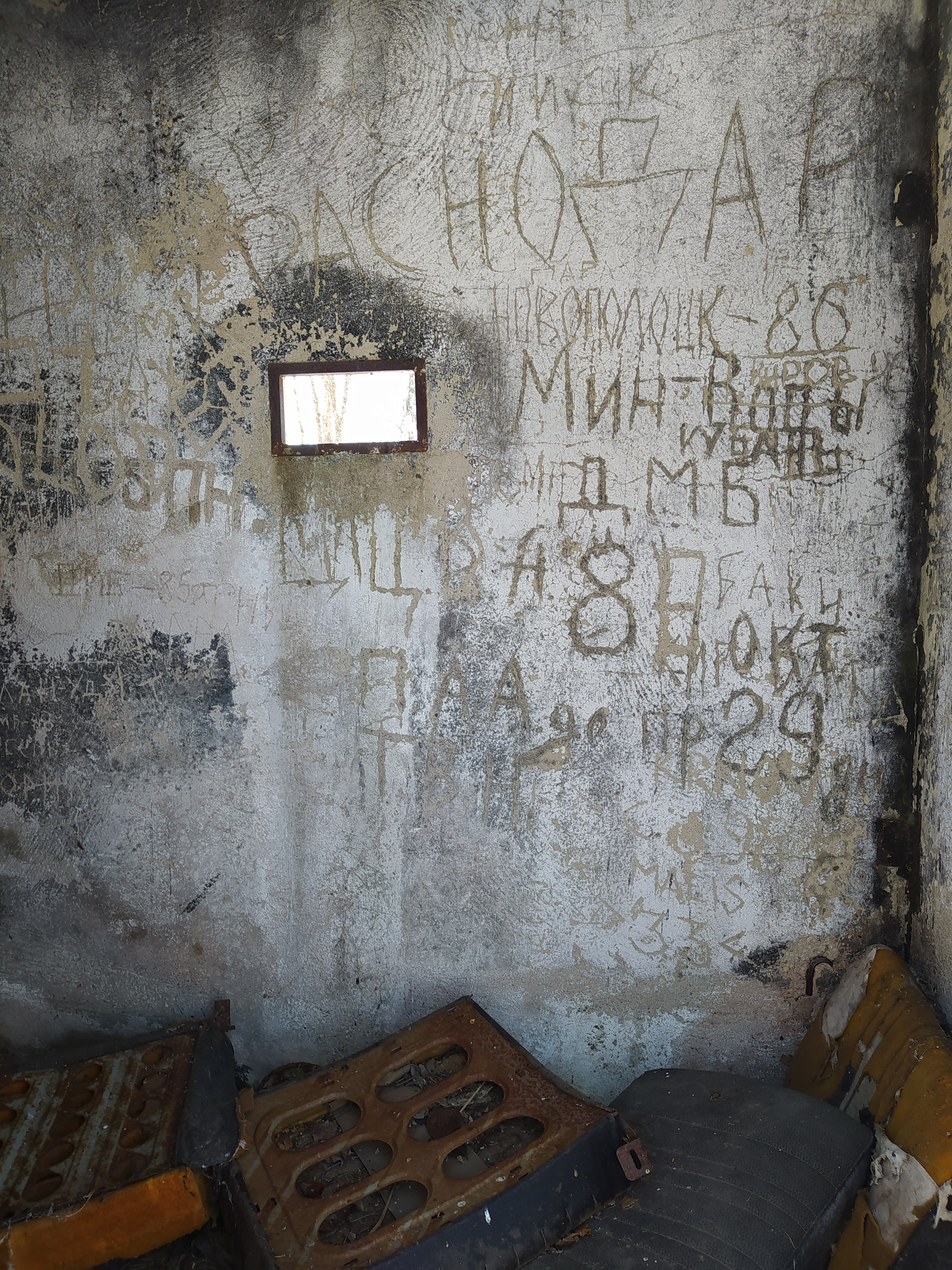
Strážní budka mezi Hermesovým Mlýmem a Heřmánkami